# تردارزک
تردارزک (به فرانسوی: Trédarzec) یک کمون در فرانسه است که در Canton of Lézardrieux واقع شده‌است.

## خصوصیات
تردارزک ۱۱٫۶۸ کیلومترمربع مساحت و ۱٬۱۰۲ نفر جمعیت دارد.